# دیوید باک (بازیکن فوتبال)
دیوید باک (انگلیسی: David Buck; ۲۵ اوت ۱۹۴۶ – ۱۹۹۶ (۴۹−۵۰ سال)) بازیکن فوتبال اهل بریتانیا بود.
از باشگاه‌هایی که در آن بازی کرده‌است می‌توان به باشگاه فوتبال کولچستر یونایتد اشاره کرد.